# Thomas Liesching
Thomas Liesching est un auteur de jeux de société.

## Ludographie

### Seul auteur
- Niagara, 2004, Zoch / Gigamic, Spiel des Jahres  2005, Mensa Select Mind Games  2005
- Dschamàl, 2005, Zoch
- Diamanten Joe (extension pour Niagara), 2005, Zoch / Gigamic